# Jägala
Jägala este o arie protejată (arie specială de conservare — SAC, sit de importanță comunitară — SCI) din Estonia întinsă pe o suprafață de 29,4 ha, integral pe uscat.

## Localizare
Centrul sitului Jägala este situat la coordonatele 59°27′49″N 25°09′47″E / 59.4635°N 25.1631°E.

## Înființare
Situl Jägala a fost declarat sit de importanță comunitară în aprilie 2004 pentru a proteja 5 specii de animale. Situl a fost protejat și ca arie specială de conservare în iunie 2005.

## Biodiversitate
Situată în ecoregiunea boreală, aria protejată conține 1 habitat natural: Cursuri de apă de la nivel de câmpie la nivel montan, cu vegetație Ranunculion fluitantis și Callitricho-Batrachion.
La baza desemnării sitului se află mai multe specii protejate:
- mamifere (1): vidră de râu (Lutra lutra)
- nevertebrate (1): Unio crassus
- pești (3): zglăvoacă (Cottus gobio), Lampetra fluviatilis, somonul (Salmo salar)